# 上町台地
座標: 北緯34度39分00.0秒 東経135度31分00.0秒 / 北緯34.650000度 東経135.516667度
上町台地（うえまちだいち）は、大阪平野を南北に伸びる台地。
南北約11km、東西約2 - 3kmと南北に細長く、大阪市中央区・天王寺区・阿倍野区・住吉区にまたがり、大川に架かる天満橋から大和川に架かる遠里小野橋まで大阪府道30号大阪和泉泉南線（谷町筋・あべの筋）が台地上を南北に貫く。標高は北端付近の大坂城（本丸）で約32m、中間付近の生國魂神社で約22m、同じく四天王寺で約19m、南端付近の住吉大社で約7mと、北から南へ低くなる。
上町台地の南東、御勝山古墳（大阪市生野区）から三国ヶ丘（堺市堺区）へ続く台地は、広義では上町台地の東側部分として扱われるが、狭義では「我孫子台地」として区別される。
上町台地の西側に難波砂堆、北側に天満砂堆と呼ばれる砂州（微高地）が形成されている。難波宮の時代から豊臣政権前期までの市街地は台地上に展開していたが、豊臣後期以降は難波砂堆上に船場・島之内、天満砂堆上に天満といった市街地が展開するようになり、台地上の市街地を上町と総称するようになった。上町台地の呼称もこれによる。

## 上町台地の範囲と成り立ち

### 上町台地の範囲

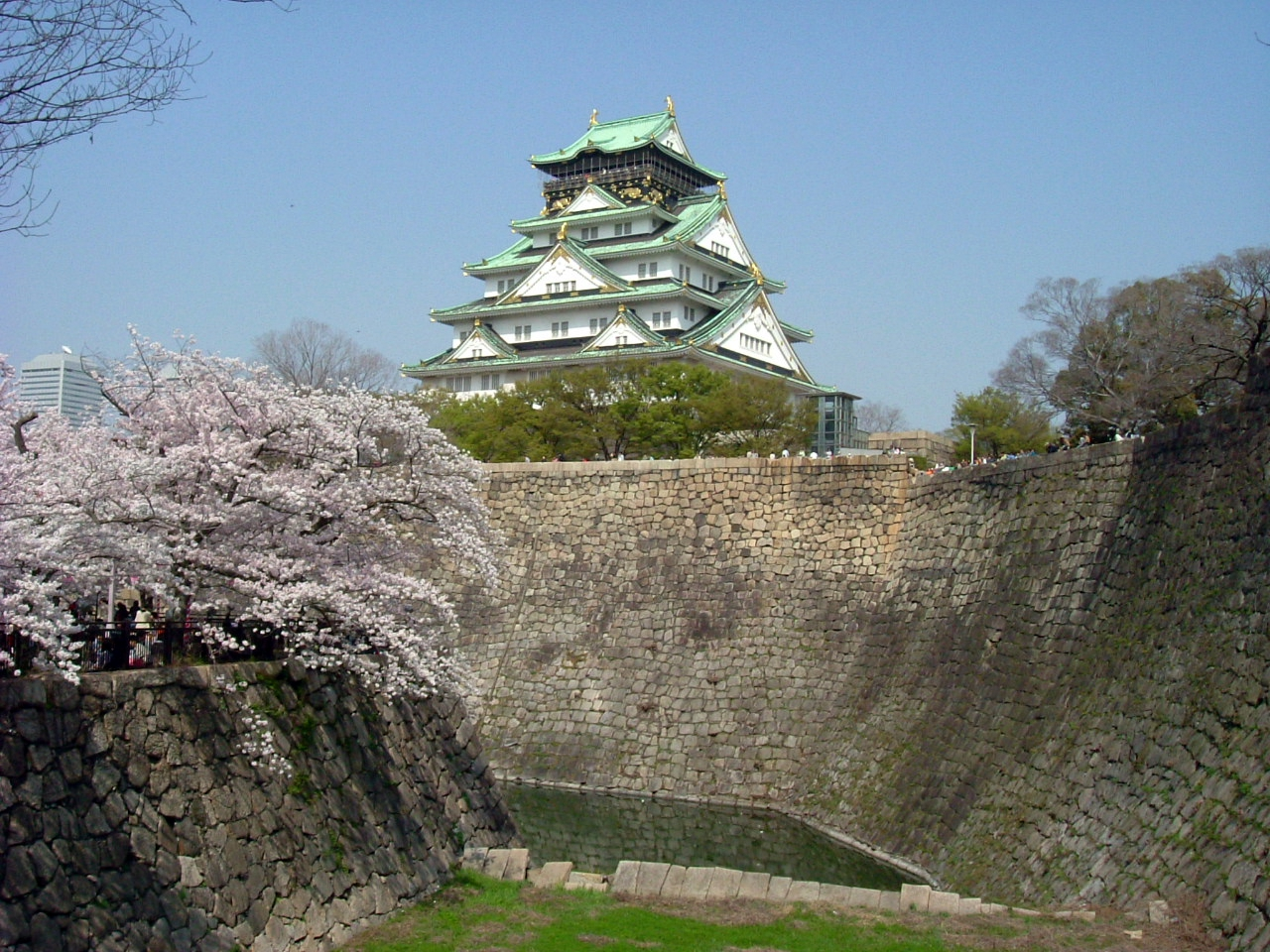
台地北部に立つ大阪城

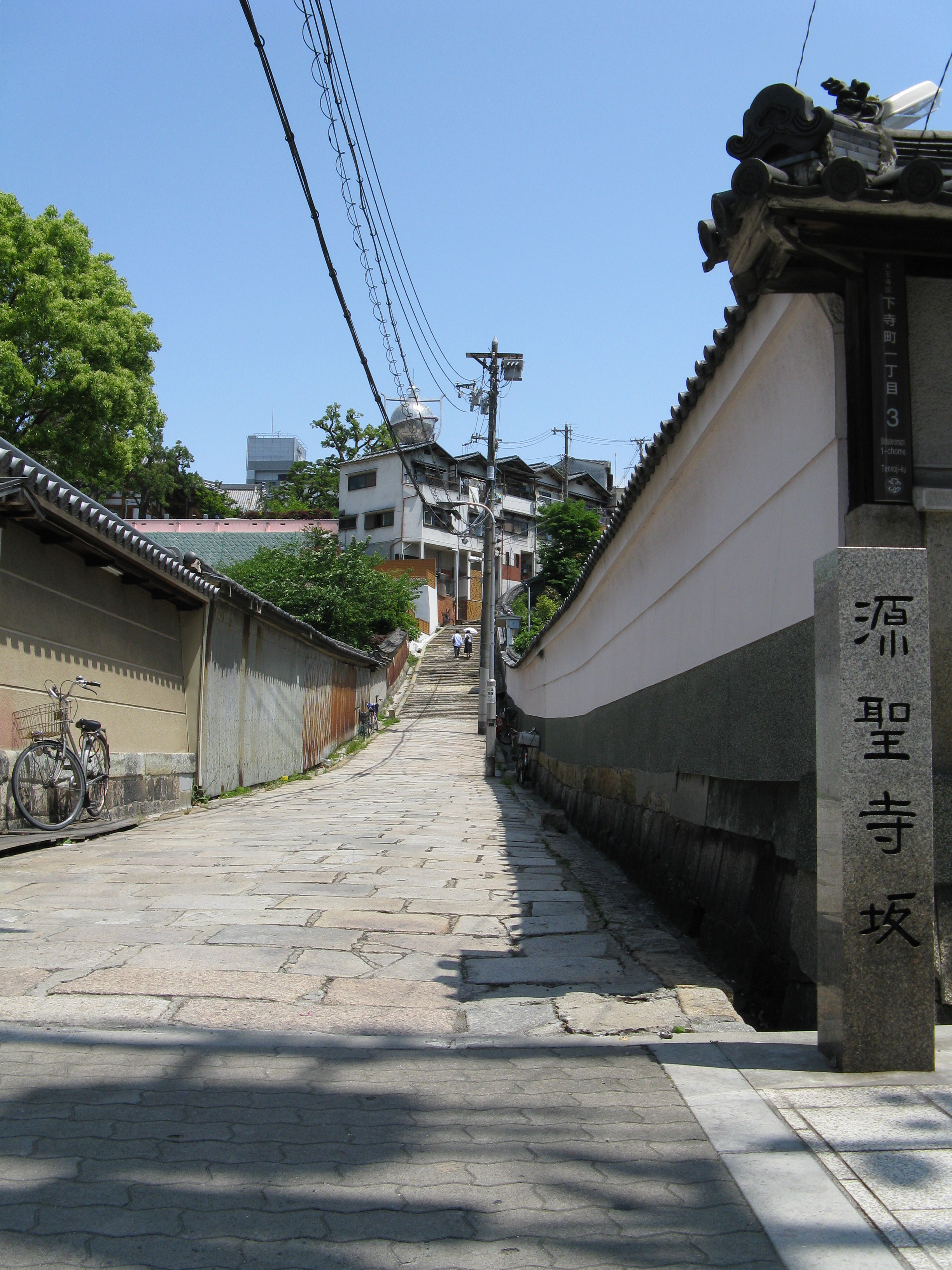
台地の西端の崖線にある坂の一つ、源聖寺坂

大阪市域の本格的な地質調査は大大阪時代末期の1930年代に遡るが、資料の大半が戦災で失われ、信頼できる大阪平野全域の沖積層の基底等深線図が日本建築学会により作成されたのは1966年（昭和41年）になってからである。
上町台地は洪積台地であり、大阪層群の上に成立する中位段丘層である上町類層を基礎としている。北部の天満層とは地質学的に不整合であり、上町台地の北端は大阪城と考えられる。また、台地の全容は、古地図や戦後実施された大学や行政、また、高層建築物の建設際の地盤調査の際に行われるボーリング調査等の地層断層検査などの結果から5世紀頃において既に砂嘴として形成されていたと予想される高地部分を上町台地と推定している。
上町台地は縄文時代には東西を河内湾と瀬戸内海に挟まれていた半島状の砂嘴だったと考えられており、弥生時代から現在に至る期間を経て台地東部（東成地区の語源と言われる）は淀川・大和川水系から運ばれる大量の土砂が堆積し、河内湾が河内湖、湿地帯を経て沖積平野となり、台地西部（西成地区の語源と言われる）も同じく河川の働きにより大阪市の中枢部を含む平野を形成するに至った。台地東部への下りが比較的なだらかなのに対し、台地西部への下りが急峻であるのは台地東部が淀川・大和川水系の上流に位置し、土砂の堆積量が豊富なためで、台地西部は標高が低く大阪湾平均水面より低いゼロメートル地帯が広く分布していることと異なっている。なお、台地の標高は最も高い大阪城天守閣跡で38メートルであり、北部はストンと淀川水系の大川に落ち込み、南部へはなだらかに下り北の大阪城大手町付近で24メートル、中央部の天王寺交差点付近で16メートル、帝塚山付近で14メートルの標高を保つが、南部の万代池南方から急速に標高を失い住吉大社付近で6メートルとなり細井川を越えた台地南端の住吉区清水丘では標高は2メートル-3メートルとなっている。
なお、台地の範囲を四天王寺付近までとする見解もあるが、台地表層の開発利用状況から見ての明治期以前に拓けていたか否かを分岐とする考え方から来ているものと考えられている。そもそも、江戸時代までは河内（かわち＝大阪東部の旧国名）を形成していた大和川が柏原から北へ蛇行し現在の東大阪市から大東市辺りに大きな池を作り、現在の天満橋の辺りで淀川（大川）と接合して海へ流れていたことから、上町台地の北の端は大阪市中央区天満橋辺りであり、南の端は住吉区の苅田付近までにわたると考えられている。行政区としては、中央区の東部分、天王寺区、阿倍野区、住吉区北端と南部の一部にわたっている。
上町台地上には「○○山」や「○○丘」という地名が多く、北から天王寺区の「真田山」「北山」「桃山」「夕陽丘」「茶臼山」、阿倍野区の「晴明丘」「丸山」住吉区の「帝塚山」「清水丘」と続く。

### 上町台地の成り立ち
縄文海進期の上町台地は河内湾に突き出した半島状の台地であったと想定されている。その東側は河内湾とされ、河内湾が淡水化されていく河内湖の形成過程では天満橋の台地北端からさらに北へ砂州がつながり、半島状の上町台地は完全に両端が陸域化された。大阪湾の北岸は千里丘陵のすぐ下、吹田市の豊津や高浜といった地名がある辺りにあり、そこへ上町台地からの砂州が大阪市の東三国か吹田市の江坂辺りまで延び、淀川や大和川の流れ込む河内湾と大阪湾は垂水（現在の吹田市垂水付近）というわずかな幅の水路でつながっていた。そのため、時代が下がるにつれて河内湾は河川水による淡水化が進み河内湖となる。仁徳天皇は河内湖と大阪湾をつなぎ、河から海への水運や、河内湖の排水をスムーズにするため、現在の天満橋の辺りで砂州を掘って河内湖と大阪湾を直結する難波の堀江という運河を作ったといわれている。

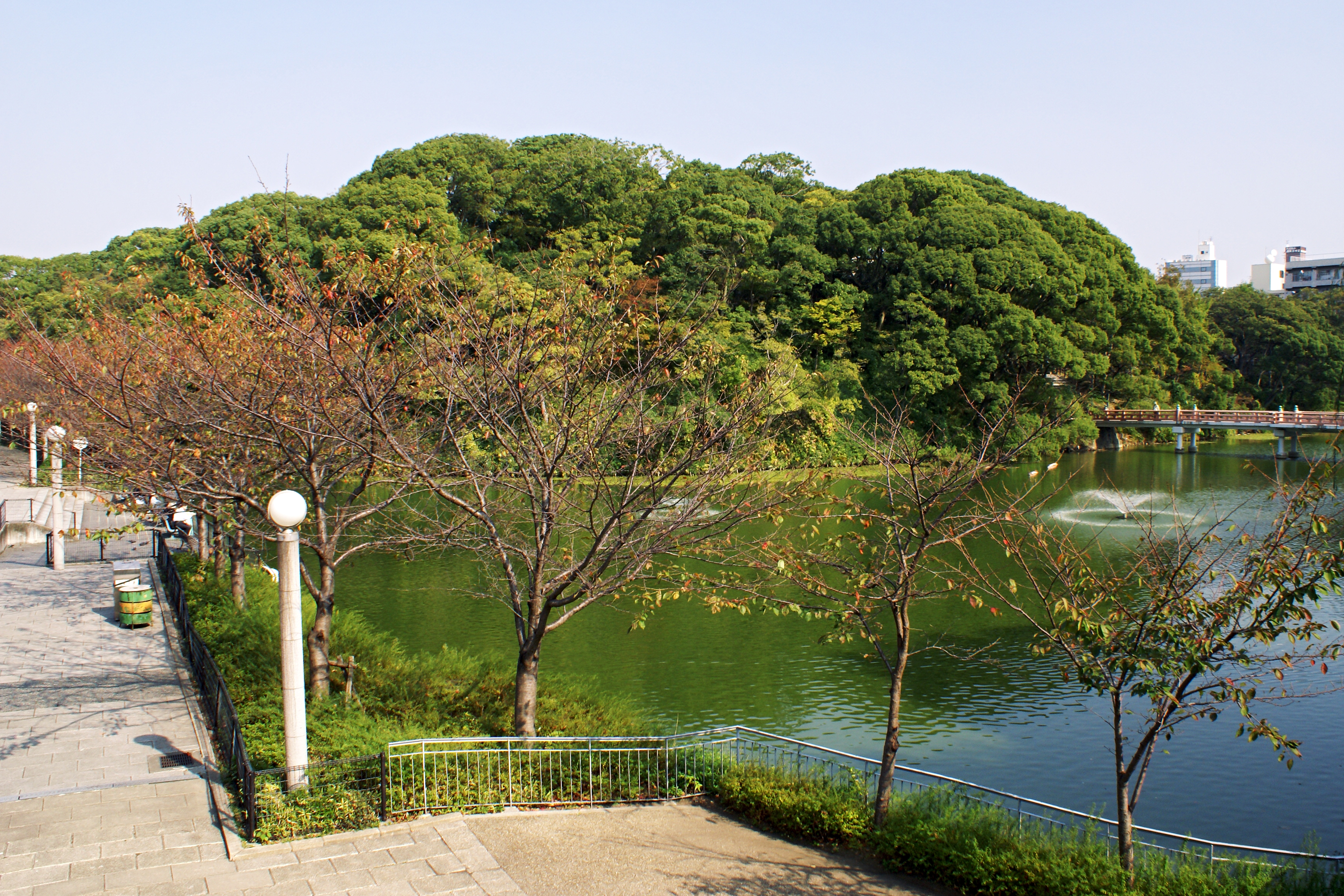
大和川開削の名残 河底池と茶臼山

途中で台地が途切れているのは、掘割工事や河川の付替えが行われたためとされている。江戸時代の大和川付け替えが典型的な例であるが、それ以前にも上町台地を開削して河内の水を大阪湾に流そうという試みはあった。難波の堀江のほかにも、延暦7年（788年）に和気清麻呂が大和川の水を大阪湾に流すため四天王寺の南を開削しようとしたが失敗したとされている。天王寺公園北側の茶臼山にある「河底池」や、付近の谷町筋の起伏、堀越町という町名などはこの跡地と思われる。

## 上町台地開発と大阪の歴史

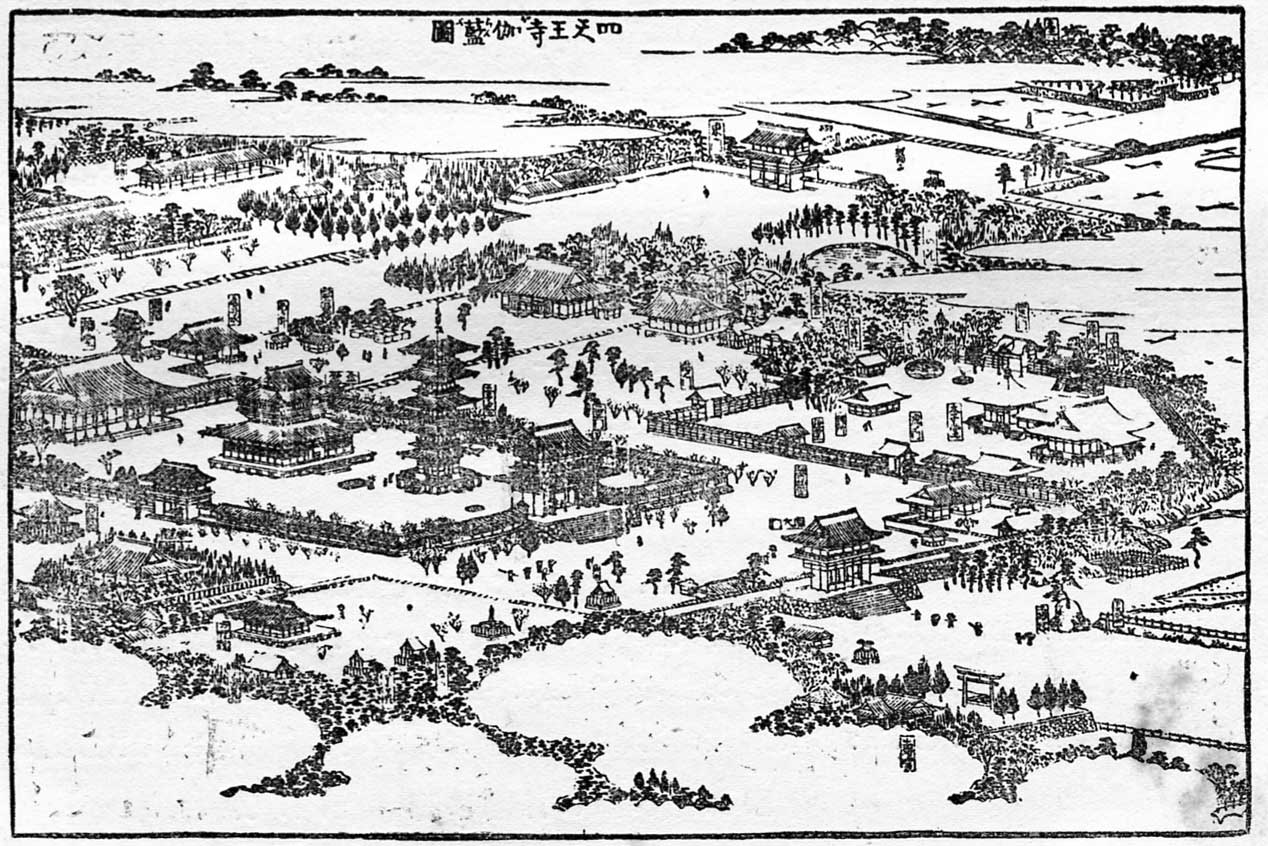
四天王寺伽藍図

古くから大阪湾に突き出した高台であったこの土地の先端は古代から生國魂神社が鎮座していた。西日本各地や中国大陸・朝鮮半島との交易が盛んになるとともに次第に重要となる。1987年（昭和62年）夏、上町台地の北端付近で古墳時代の5世紀後半と推定される高床倉庫群が検出された。検出された倉庫群は16棟で、東西方向に2列に並んでいる。倉庫のどれも同じ構造で、平面規模も一辺10メートル×9メートル前後と同じで、真北向きに配置されており、建物の間隔も同じである。16棟の合計床面積が約1470平方メートルもあり、租税としての米を籾で入れるのか稲束で入れるのかの違いがあるが相当大きな収容量であったと推測される。5世紀に突然、上町台地の北端に大規模倉庫群が立てられたのか疑問が残る。この遺跡は「法円坂遺跡」として国の史跡に指定されている（史跡「難波宮跡」の「附」（つけたり）としての指定）。
神武天皇即位前、天皇が上町台地の先端付近、難波埼（なにわさき）に生国魂神社を創建。飛鳥時代に入り、『日本書紀』では推古天皇元年（593年）に日本の仏教の祖である聖徳太子が四天王寺を難波の荒陸に建立するとある。以後、四天王寺の西大門から難波津に沈む夕日を望む西方浄土信仰と重なり、仏教信仰、とりわけ浄土信仰の隆盛とともにその中心地の一つとして栄えていくこととなった。四天王寺や住吉大社、熊野に詣でる人たちは上町台地の西にあった渡辺津（今の天満橋周辺）で船を下り、そこが熊野街道の基点であった。四天王寺から熊野街道、庚申街道などが走り多くの人たちが救いを求めてこの地を往来した。平安から鎌倉、室町にかけてはこの渡辺津と四天王寺周辺が大きな商業都市として栄えている。渡辺津は、嵯峨源氏の源綱（渡辺綱）を祖とする渡辺氏をはじめとする武士団の生まれた場所でもあり、彼らの水軍の拠点として瀬戸内を束ねる場所でもあった。
大坂とは、四天王寺の西大門から難波津へ下る坂の名称で、後に町全体を指すようになったもの。
大化元年（645年）の大化の改新の時、上町台地北端付近に日本の最初の首都である難波宮（なにわのみや）が造られた。その後も首都や副都としての難波京が置かれた。後年、ほぼ同じ場所である上町台地北端付近に、蓮如により石山本願寺が開かれ商工業が発展し、全国の浄土真宗の総本山となる。その後、石山本願寺は織田信長による10年にもわたる激しい攻撃の末、ついに陥落した。信長はこの地に壮大な城を築き、天下統一の拠点にしようと計画していたが、本能寺の変により信長は死去した。そして豊臣秀吉が石山本願寺跡地付近に大坂城を築いたが、三方を河川・湿地に囲まれた大坂城にあって、南はなだらかな上町台地に開かれており多数の軍勢に圧迫される可能性のある城郭防衛上の弱点となっており、秀吉は後年、総構えとしてこの上町台地に堀を掘削する工事を行っている。また、徳川家康による大坂城攻め（大坂冬の陣）の際、豊臣方の武将・真田信繁が総構えから大きく突出した丸馬出「真田丸」を築城して弱点を補い、攻める徳川勢に多大な損害を与えた。
上町台地は経済上・交易上・宗教上・軍事上重要な場所で、大阪市の基礎となる場所であったといえる。

## 都心のオアシス

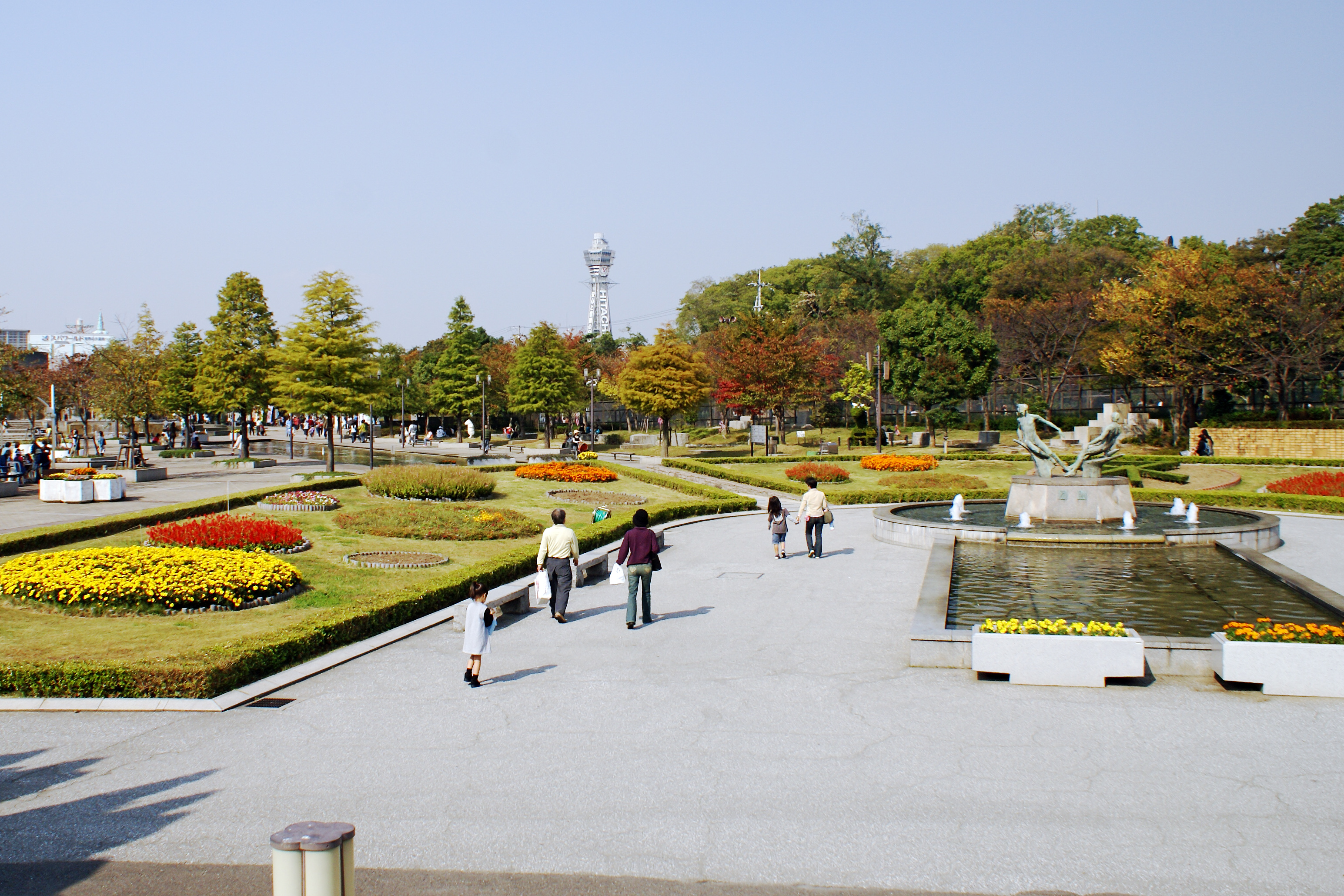
都会のオアシス 天王寺公園

天正11年（1583年）に始まった秀吉による大坂城下の整備は当初上町台地上に展開されたが、慶長3年（1598年）に行われた大坂城三の丸の造営によって惣構堀内となった東横堀川以東・空堀以北に居た町人たちは惣構堀外に移され、船場などの下町へ町人地の中心が移った。上町という呼称もこれ以降に起こったものである。
上町は東横堀川以東の市街地を指す地域名称で、西から松屋町筋、骨屋町筋、御祓筋（熊野街道）、善安筋、谷町筋、上町筋などの道路が南北に通じている。船場に隣り合う地域は内町や東船場とも呼ばれ、船場に対応する形で「内○○町」という町名がいくつかある。なお、現行住居表示の上町は昭和19年（1944年）に上本町1丁目（旧）が改称したもので、昭和54年（1979年）に広小路町や寺山町などをさらに編入したものである。
大坂夏の陣後に大坂城下の復興にあたった松平忠明は、豊臣期に惣構堀内となっていた渡辺・玉造の地に再び町人地を置くこととし、伏見からの移住者を中心に再興を図った。ただし、町人地にならなかった箇所も点在しており、それらは玉造平野口町の高津屋吉右衛門に肝煎させて西成郡吉右衛門肝煎地となった。一方、惣構堀外となる空堀跡以南に広がっていた屋敷地や町人地は破却されて年貢地（畑地）となり、空堀跡は吉右衛門肝煎地、五條宮に至る屋敷地・町人地は東成郡北平野町村や南平野町村（現在の東平や上汐）といった年貢地となった。船場の南、島之内に隣り合う地域は御用瓦師に払い下げられて瓦土取場となったが、この辺りは古来高津瓦や高原焼の産地でもあった。また、後の大阪大空襲による被害が少なかったため、戦前の木造建築なども残っている。
空堀跡以南の変化において屋敷地・町人地の破却に増して大きかったものは、四天王寺にかけて寺町群が形成されたことである。大阪市中に点在していた寺院のうち浄土真宗以外の寺院が上町台地上に移転され、東成郡小橋村・東高津村・天王寺村・西成郡西高津村領内に、小橋寺町（12ヶ寺）・八丁目東寺町（11ヶ寺）・八丁目中寺町（15ヶ寺）・八丁目寺町（13ヶ寺）・谷町筋八丁目寺町（16ヶ寺）・生玉筋中寺町（24ヶ寺）・生玉中寺町（12ヶ寺）・生玉寺町（14ヶ寺）・天王寺寺町（14ヶ寺）・下寺町（25ヶ寺）が形成された。
以後今日に至るまで寺院の木々の緑が上町台地を彩っている。歴史のある寺や神社、四天王寺七宮や天王寺七坂と呼ばれる台地西端の崖地を降りる坂道、空襲から焼け残った空堀や谷町六丁目付近の長屋の家並みや商店街、上六の繁華街、昭和町・田辺・帝塚山などの戦前の郊外に当たる屋敷町、天王寺公園など、上町台地には緑の少ないと言われている大阪市の都心でありながら、風情や緑のある所が数多く残されている。

## 上町断層
なお、上町台地が大阪平野の真ん中に南北に直線状に突き出しているのは、豊中市から上町台地西端を経て岸和田市にまで至る上町断層の力によるものである。